# ۵۴۸ (میلادی)
۵۴۸ (میلادی) پانصد و چهل و هشتمین سال تقویم میلادی است.

## درگذشتگان
‎